# Hrodna
Pour les articles homonymes, voir Grodno (homonymie).
 (juillet 2013).
Si vous disposez d'ouvrages ou d'articles de référence ou si vous connaissez des sites web de qualité traitant du thème abordé ici, merci de compléter l'article en donnant les références utiles à sa vérifiabilité et en les liant à la section « Notes et références ».
Hrodna (en biélorusse : Гро́дна ou Гаро́дня, Harodnia) ou Grodno (en russe : Гро́дно ; en polonais : Grodno ; en lituanien : Gardinas ; en yiddish : גראדנא) est une ville de Biélorussie et la capitale administrative de la voblast de Hrodna. Sa population s'élevait à 361 115 habitants en 2024.

## Géographie
Hrodna/Grodno est située à proximité immédiate de l'actuelle frontière polonaise (une quinzaine de kilomètres), et à peine un peu plus de celle avec la Lituanie. La ville est divisée en deux raïons : le raïon Leninski et le raïon Kastrychnitski. La ville est construite en bordure du fleuve Niémen.

## Histoire
| Appartenances historiques Grand-duché de Lituanie 1250–1569 République des Deux Nations 1569–1795 Empire russe 1795-1917 République russe 1917-1917 RSFS de Russie 1917–1918 République populaire biélorusse 1918–1919 Pologne 1919–1939 RSS de Biélorussie 1939–1941 Reich allemand (Province de Prusse-Orientale) 1941–1945 RSS de Biélorussie 1945–1991 Biélorussie 1991–présent |

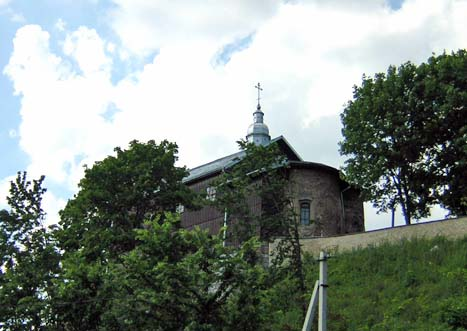
L'église de Kaloskaya, fondée en 1180.

Les fouilles archéologiques ont révélé que les premiers groupes de Slaves se sont installés près du Niémen avant le Xe siècle. La ville était à l'origine une petite forteresse et un avant-poste marchand des princes riourikides, à la limite des terres des tribus baltes de parler yotvingien (sudovien). Le nom de la ville vient de l'ancien verbe slave oriental gorodit', signifiant « entourer, clôturer », et du mot grad, « ville ». Mentionnée sous le nom de Goroden en 1127, elle est située au carrefour de plusieurs routes marchandes. La ville est devenue la capitale d'une principauté indépendante.

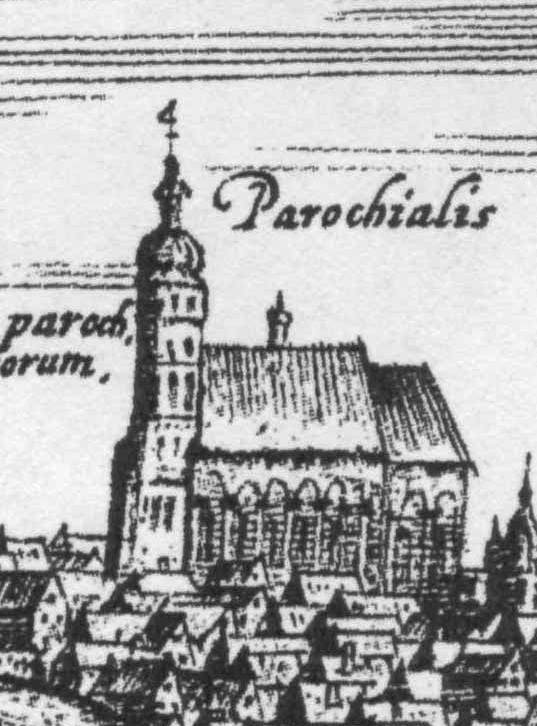
Église fondée sous le règne de Vytautas le Grand (1370-1430), gravure de 1600.

Hrodna/Grodno et Navahroudak/Novogroudek étaient considérées comme les villes principales de la Ruthénie noire (la Russie noire), situées dans une région frontalière au duché de Lituanie. Elle fut donc souvent envahie, notamment par les chevaliers Teutoniques. Dans les années 1250, les alentours de Hrodna/Grodno furent envahis par les Lituaniens encore païens qui y formèrent ensuite le grand-duché de Lituanie. À la suite de soulèvements en Prusse, beaucoup de Prussiens s'installèrent dans la ville. Le célèbre grand-duc Vytautas fut prince de Hrodna/Grodno entre 1376 et 1392 et il y séjourna pendant les préparatifs de la bataille de Grunwald (1410). En 1413, Grodno devint chef-lieu de district de la voïvodie de Troki.

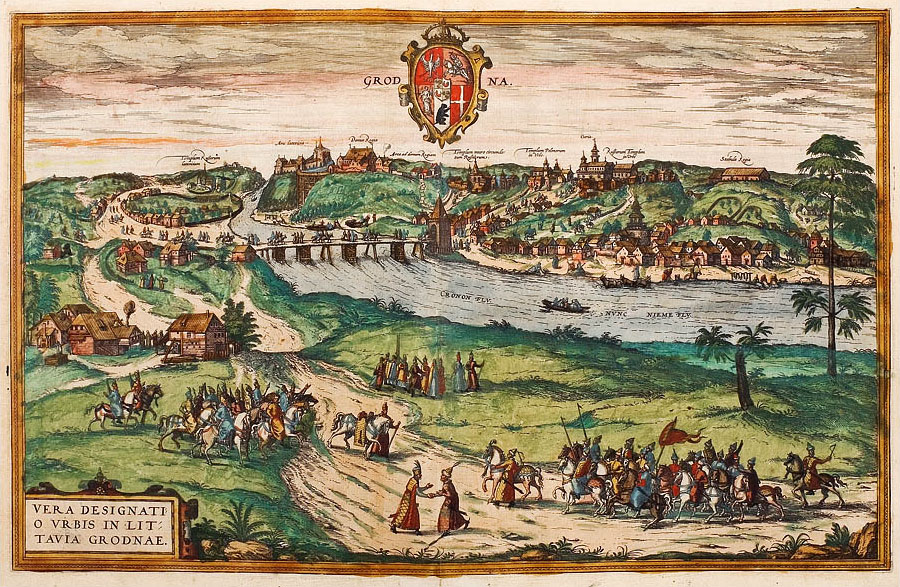
Vue de Grodno en Lituanie en 1575.

### La république des Deux Nations

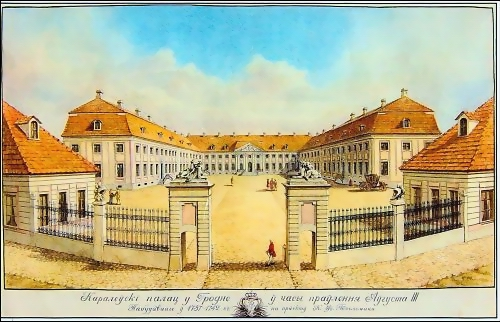
Le Nouveau Château de Grodno, résidence d'été des rois de Pologne.

Dans le but de permettre un meilleur développement du commerce, les grands-ducs ont encouragé la population juive (création de la communauté en 1389). C'était l'une des premières communautés juives du grand-duché de Lituanie[réf. souhaitée]. En 1441, la ville a reçu sa charte, fondée sur le droit de Magdebourg. Accueillant fréquemment les sessions du Sejm, Grodno est faite ville royale. Après le premier partage de la Pologne, Grodno est devenue le chef-lieu de la voïvodie éponyme en 1793.

### Le patrimoine: l’héritage baroque
La cathédrale Saint-François-Xavier, dédiée au grand missionnaire jésuite, François Xavier, est une église construite par la Compagnie de Jésus pour son collège y attenant, entre 1678 et 1705. Elle est située sur la place Bathory. Le monument a plus de 50 mètres de hauteur. Des fresques décorent l'église depuis 1752. À sa droite se trouve l'ancienne pharmacie du collège, devenue 'Musée de la pharmacie'.
Grodno/Hrodna a également été un centre culturel et politique. Les vieux et nouveau châteaux ont souvent servi de résidence aux souverains de la République polono-lituanienne (république des Deux Nations).

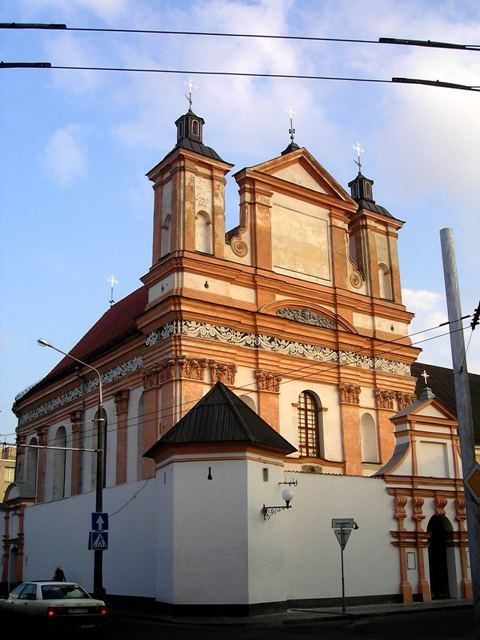
Église de l'Annonciation.

### L'Empire russe

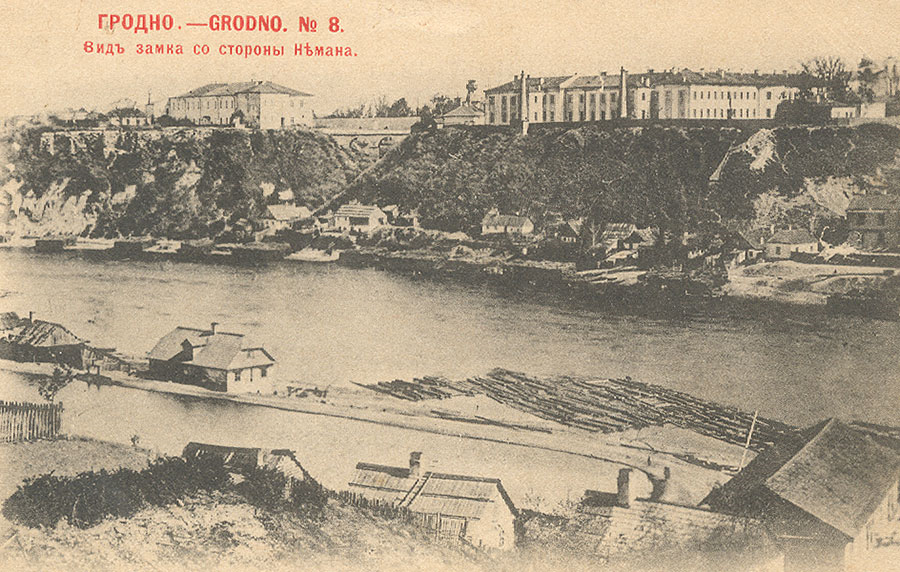
Hrodna en 1900.

En 1793, le Sejm de Grodno (la dernière Diète dans l'histoire de la Première République) a lieu dans la ville. Deux ans plus tard, en 1795, la Russie annexe la ville à la suite du troisième partage de la Pologne. C'est dans le nouveau château que le dernier roi de Pologne et grand-duc de Lituanie Stanislas-Auguste Poniatowski abdique le 25 novembre 1795. Incorporée dans l'Empire russe, la ville devient le centre du gouvernement de Grodno en 1801. Des activités industrielles, implantées à la fin du XVIIIe siècle par Antoni Tyzenhaus poursuivirent leur essor.
Pendant la Première Guerre mondiale, Grodno/Hrodna est occupée par l'armée allemande en 1915. Elle est ensuite cédée par la Russie bolchévique au traité de Brest-Litovsk, le 3 mars 1918. Le gouvernement allemand tolère alors la création d'un État « biélorusse », la République populaire biélorusse, qui proclame son indépendance vis-à-vis de la Russie le 25 mars 1918, à Minsk, mais la Rada doit quitter Minsk et s'installer à Grodno, sous la protection de l'armée allemande.
Après le début de la guerre soviéto-polonaise, les autorités militaires de Ober Ost ont craint la possibilité que la ville puisse tomber entre les mains de la Russie soviétique. Le 27 avril 1919, les Allemands en transfèrent le contrôle à la Pologne. Le jour suivant, l'armée polonaise s'empare de la ville et y établit une administration polonaise.
Grodno passe sous le contrôle de l'Armée rouge le 19 juillet 1920 pendant l'offensive de Kiev. Le gouvernement lituanien revendique également la ville, qui lui avait été promise le 12 juillet lors des négociations à Moscou. Cependant, la défaite soviétique lors de la bataille de Varsovie rendent les revendications lituaniennes sans réponse, et l'autorité de la Lituanie ne peut s'installer à Grodno. L'Armée rouge organise une dernière poche de résistance dans la ville et la bataille du Niémen y a lieu. Le 23 septembre, l'armée polonaise reprend la ville. La signature du traité de paix de Riga laisse Grodno à la République polonaise.

### Seconde Guerre mondiale[2]
Pour des articles plus généraux, voir Holocauste en Biélorussie et Partisans juifs.

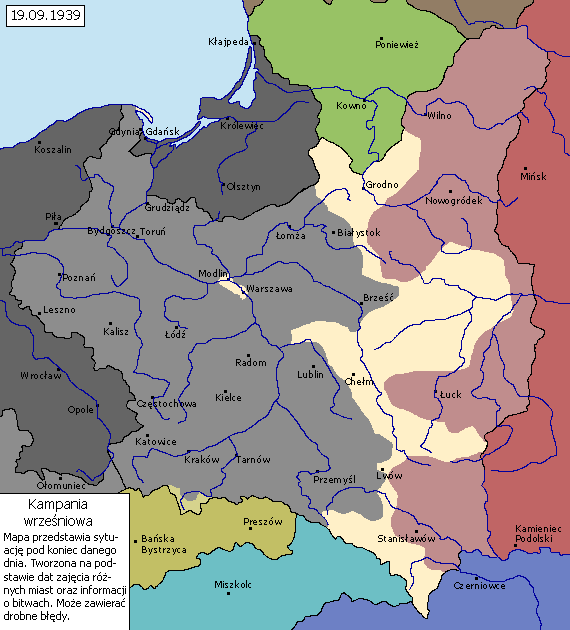
Invasion de la Pologne par l'Allemagne (gris) et l'URSS (violet) en 1939 ; la Lituanie (vert) est neutre.

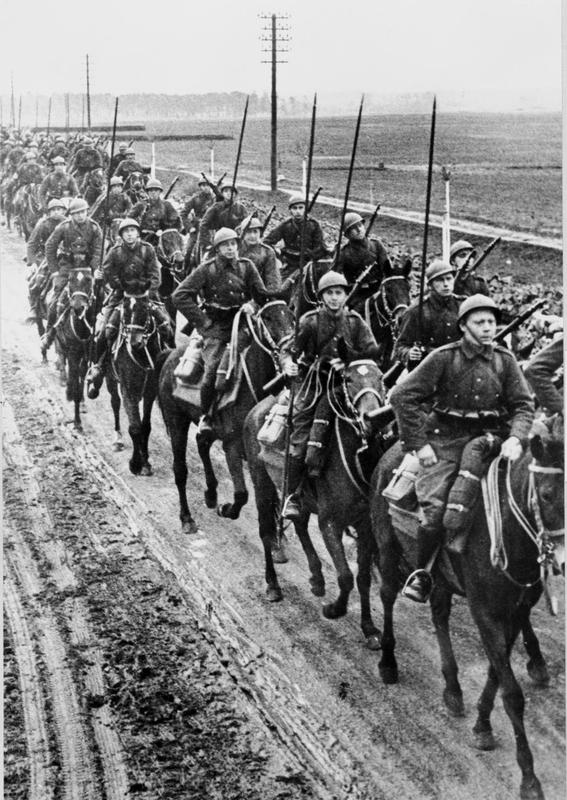
Uhlans polonais en juillet 1939.

Pendant la campagne de Pologne de septembre 1939, la garnison polonaise de Grodno est d'abord engagée dans la lutte contre la Wehrmacht. Elle doit ensuite faire face à l'invasion de la Pologne par les Soviétiques : le 17 septembre, un régiment improvisé, le 110e régiment d'uhlans commandé par le lieutenant-colonel Jerzy Dąbrowski fait route vers le nord en direction de la frontière avec la Lituanie. Il marche vers Grodno et la forêt d’Augustów, où il mène quelques escarmouches contre l’armée allemande et prend part à la bataille de Grodno contre l’Armée rouge. Après deux jours de durs combats entre les Soviétiques, supérieurs en nombre, et les forces polonaises improvisées, composées principalement de bataillons de marche et de volontaires, Grodno tombe le 20 septembre. Trois jours plus tard, le général de brigade Wacław Przeździecki, commandant de la zone de défense de Grodno, ordonne à toutes ses troupes de se retirer en Lituanie neutre. Le 110e régiment est la seule unité à ne pas obéir à cet ordre. Les soldats menés par Dąbrowski refusent de quitter le pays et, au contraire, se dirigent vers Varsovie assiégée. Au cours de la bataille de Grodno (20-22 septembre), les pertes de part et d'autre sont sévères. La partie polonaise a perdu au moins 100 tués au combat, militaires et civils, mais le détail reste encore incertain, les sources soviétiques revendiquant 644 tués et 1 543 prisonniers avec de nombreux canons et mitrailleuses, etc., capturés. Beaucoup d'hommes, après avoir été emprisonnés, sont abattus au cours d'exécutions de masse. Après l'encerclement des unités polonaises dans la ville, les autres unités battent en retraite vers la Lituanie.
En application du pacte Molotov-Ribbentrop, la ville est transférée à la république socialiste soviétique de Biélorussie de l'Union soviétique, et plusieurs milliers d'habitants polonais de la ville sont déportés dans des régions lointaines de l'Union soviétique.

#### Arrivée des occupants allemands

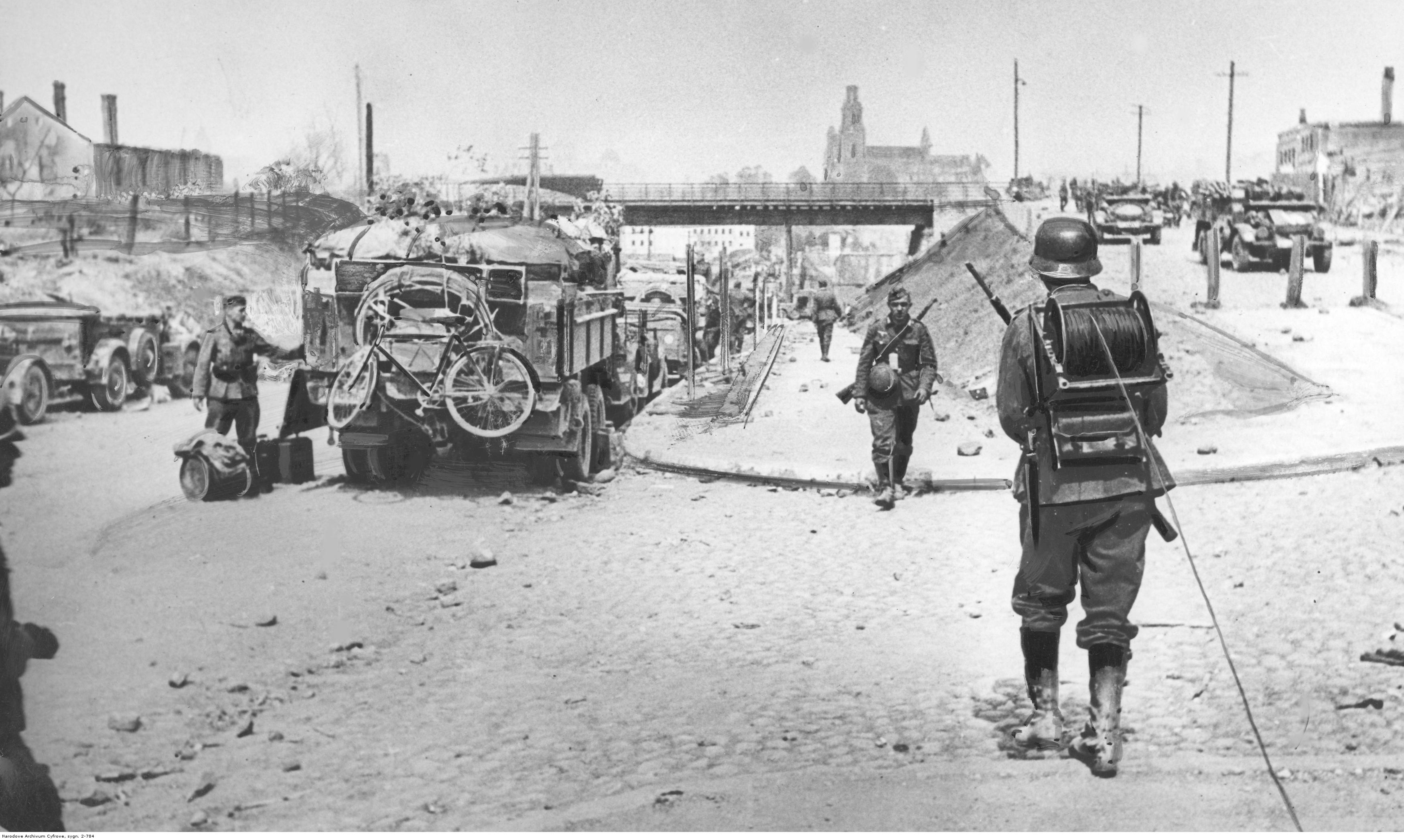
Déploiement des troupes allemandes à Grodno (au premier plan, le câble du téléphone de campagne) en juillet 1941.

Dans les premiers jours de l'opération Barbarossa – le nom allemand pour l’invasion de l’Union soviétique – les Allemands atteignent Grodno, le 22 juin 1941.
« Un des premiers tarans (éperonnage en vol) sur les 19 cas répertoriés le 22 juin 1941 se produit au-dessus de la ville. Le lieutenant Kouzmine jette son bi-plan I-153 sur le Bf-109 du lieutenant-colonel Wolfgang Schellmann, as aux 25 victoires. Kouzmann est tué, Schellmann saute en parachute mais tombe aux mains d'une patrouille du NKVD, qui le fusille sur place. »
Au fur et à mesure que l'administration d'occupation allemande s'installe dans la ville, elle contraint les Juifs mâles âgés de seize à soixante ans au travail forcé. Dans les mois qui suivirent, 80 Juifs appartenant à l’intelligentsia sont assassinés.

##### Organisation de l'occupant

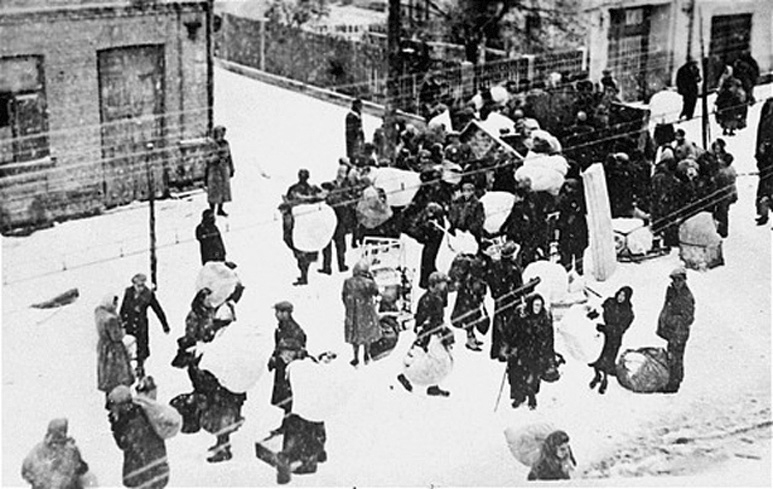
Regroupement des Juifs dans le ghetto, hiver 1941-1942.

Les Allemands installent un bureau de la Gestapo (Nebenstelle) à Grodno. Ils  s'appuient sur un Judenrat (conseil local juif) et imposent aux Juifs de Grodno toutes les restrictions habituelles, y compris le recensement, l’inscription sur les cartes d’identité, le port de l'insigne "Juif" à partir du 30 juin 1941. Ils annexent ensuite Grodno à la Prusse-Orientale, sous l’autorité du Gauleiter Erich Koch. Les Juifs sont soumis au travail forcé. Pour pouvoir mener la politique d'extermination, le 1er novembre 1941, ils créent deux ghettos, le ghetto A pour les travailleurs qualifiés et le ghetto B pour les Juifs improductifs.
Le Judenrat travaille dur pour approvisionner en nourriture et créer de nombreuses entreprises travaillant pour l’effort de guerre dans l’intérêt des Allemands. Les Juifs adoptent le slogan “le salut par le travail” avec l’espoir que grâce à leur travail les Allemands épargneraient leurs vies. Cependant, la clandestinité juive s'organise. C’est un des premiers endroits où sont connus les massacres à grande échelle, avec le massacre de Poneriai (Ponary).

##### La résistance juive

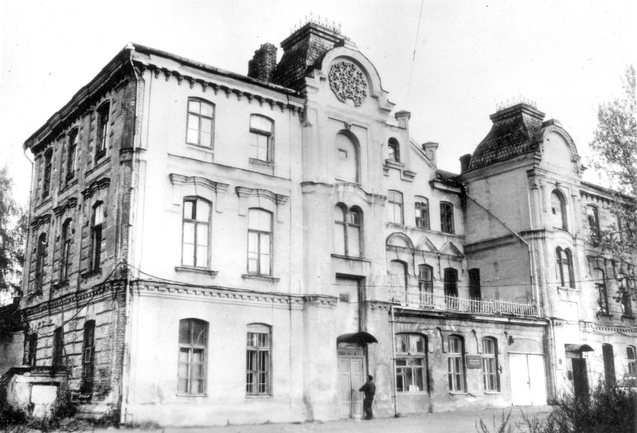
Grande Synagogue Chorale (Hrodna) avant sa restauration.

Au début de 1942, un mouvement clandestin est créé dans le ghetto de Grodno à partir des mouvements de jeunesse sionistes et non-sionistes, de l’Alliance (Bund) et des communistes. Les mouvements pionniers sionistes veulent combattre à l’intérieur du ghetto, tandis que les communistes veulent s’échapper d’urgence du ghetto vers les forêts. Mordechai Tenenbaum (Tamaroff) vient deux fois de Białystok à Grodno pour essayer de mettre en place une force clandestine capable de fédérer la mosaïque de mouvements, depuis les révisionnistes sionistes en passant par les communistes. Il atteint son objectif et quelques activistes sont transférés au ghetto de Białystok, qui se soulèvera en 1943 contre les forces d’occupation.

##### Persécutions, massacres, déportations
Des camps de regroupement pour Juifs aux camps de concentration, les déportations vers Auschwitz commencent en novembre 1942.
Lors de l'insurrection de Treblinka (2e semaine de décembre 1942), les jeunes Juifs s'organisent, se révoltent : les nazis (Allemands et auxiliaires ukrainiens) tirent dans le tas et massacrent les survivants.

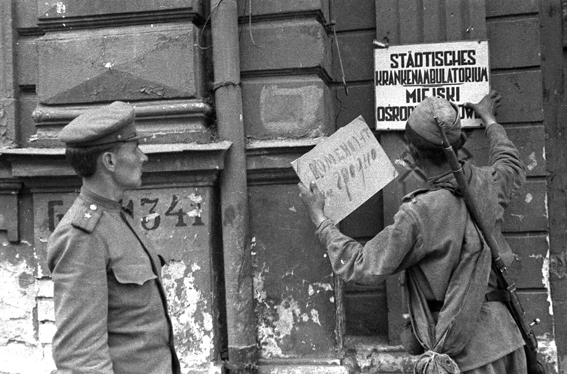
Mise en place du commandement soviétique à la place d'un hôpital de campagne allemand en 1944.

Les 17 janvier et 18 janvier 1943, les transports reprennent. Dix mille personnes sont parquées dans la Grande Synagogue. Pendant les acheminements vers la gare de chemins de fer de Lossosna, des fuyards étaient régulièrement abattus. La tension monte dans le ghetto, celui-ci est vidé vers celui de Białystok.

##### Libération
Grodno fut libérée par le deuxième front biélorusse de l'Armée rouge, le 14 juillet 1944, dans le cadre de l'offensive Bialystock. Quelque 200 Juifs avaient survécu, soit dans les rangs des partisans, soit en se cachant sur place.

### Après la libération
En 1945, la ville intègre la république socialiste soviétique de Biélorussie, l'actuelle Biélorussie.

## Population

### Démographie
Recensements (*) ou estimations de la population :
| 1789  | 1794  | 1860   | 1887   | 1897*  | 1913   | 1939*  | 1959*  | 1970*   |
| ----- | ----- | ------ | ------ | ------ | ------ | ------ | ------ | ------- |
| 5 653 | 6 431 | 20 100 | 46 900 | 46 919 | 65 500 | 49 000 | 72 943 | 132 471 |

| 1979*   | 1989*   | 1999*   | 2009*   | 2013    | 2014    | 2015    | 2016    | 2017    |
| ------- | ------- | ------- | ------- | ------- | ------- | ------- | ------- | ------- |
| 194 775 | 270 535 | 301 622 | 327 540 | 352 485 | 356 557 | 361 352 | 365 610 | 368 710 |

### Nationalités
Hrodna est en majorité peuplée de Biélorusses (62,3 %), de Polonais (24,8 %), de Russes (10,1 %), d'Ukrainiens (1,8 %), de Lituaniens (0,4 %) et de Tatars (0,2 %). Les autres nationalités constituent 0,4 % de la population.

## Religions

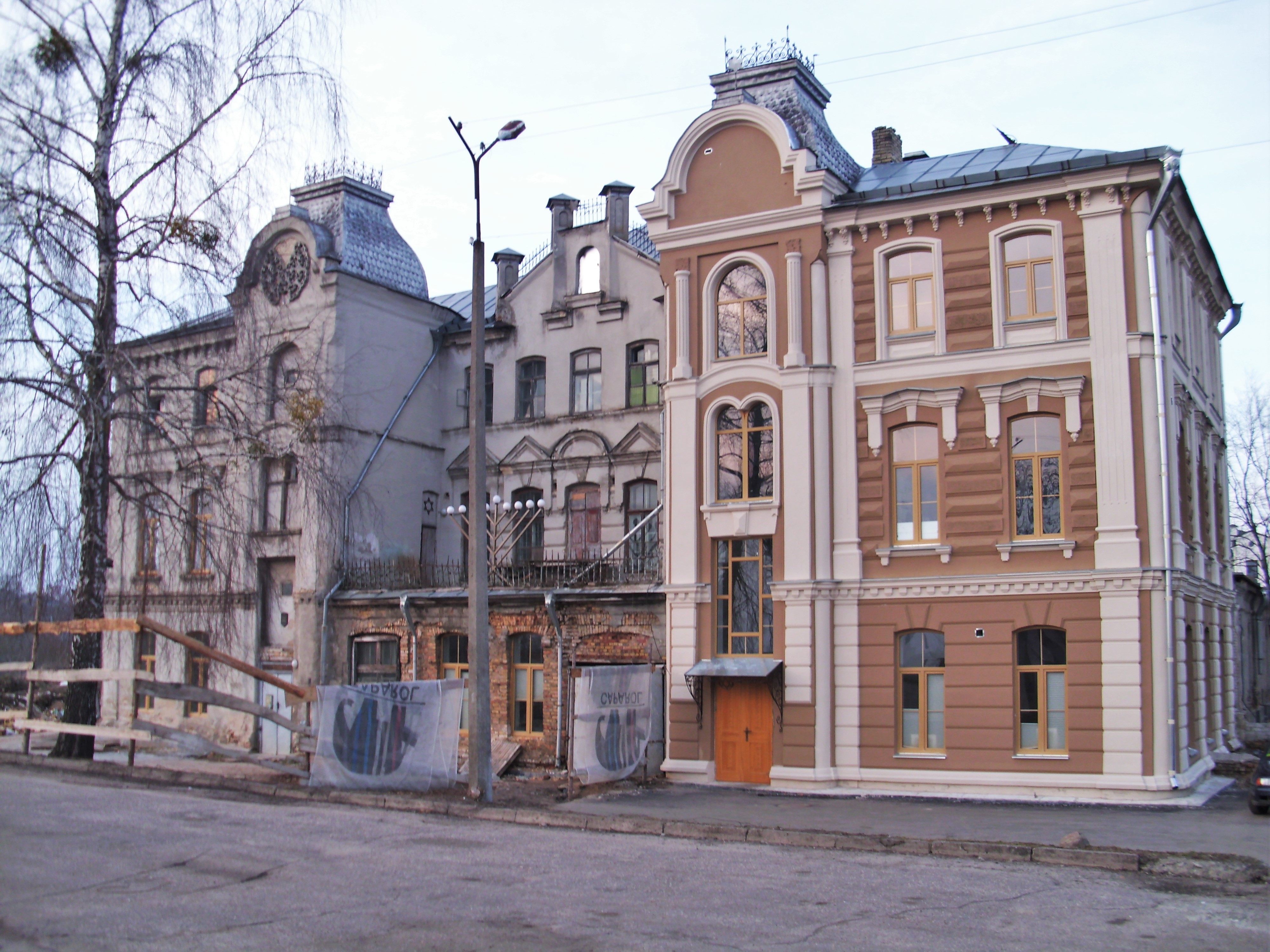
Grande synagogue chorale de Hrodna en cours de restauration en 2012-2013

La ville, située près de la frontière polonaise, a une présence dominante de catholiques : une des plus larges concentrations de catholiques en Biélorussie. Culture et langue polonaise y jouent un rôle important. Ainsi, les messes catholiques sont dites en polonais. Le cimetière catholique de Grodno garde la mémoire de la période polonaise de la ville.
Jusqu'à la période de la Shoah et l'installation du ghetto de Grodno, la population juive de la ville représentait plus de 40 % du nombre d'habitants. L'envoi des Juifs à Treblinka et Auschwitz décima cette population durant les années 1941 à 1943 : elle disparut presque entièrement.
Grodno est l'une des villes de Biélorussie les plus anciennes et les mieux conservées. Elle est mentionnée pour la première fois en 1005. Son histoire est solidaire de celle de la Pologne. En effet, cette terre a été témoin d'incursions de tribus païennes de Lituanie (Jadzwingi, Jacwingi, etc.) dans la Coronae Poloniae. Puis, à la conversion de la Lituanie, cette grande expression de la foi catholique s'est enracinée. Les franciscains, pères carmes, dominicains, jésuites, bernardins et brigittines ont établi dans la cité des couvents, collèges et églises qui, à la suite des demandes du concile de Trente, introduisirent les réformes catholiques qui mirent fin au progrès du protestantisme dans la région.
Elle fut de nouveau restituée à l'État polonais vers 1920, après 123 ans de domination prussienne et russe.

## Personnalités
- Saint Casimir Jagellon (1458-1484), mort à Hrodna, deuxième fils du roi Casimir IV Jagellon et de la reine Élisabeth de Habsbourg
- Stefan Batory (1533-1586), roi de Pologne, mort à Hrodna
- Antoni Tyzenhaus (1733-1785), homme politique polonais
- Louis Chodzko Borejko comte Kościesza (1769-1843), homme politique polonais
- Maximilien Ryllo, (1806-1848), prêtre jésuite et missionnaire polonais au Proche-Orient et en Afrique.
- Kastous Kalinowski (1838-1864), écrivain et révolutionnaire biélorusse
- Alexandre Okinczyc (1839-1886), médecin des pauvres, Français d'origine polonaise
- Eliza Orzeszkowa (1841-1910), femme de lettres polonaise
- Ilya Guinzbourg (1859-1939), sculpteur russe
- Shimon Shkop, rabbin lituanien, Rosh Yeshiva de la Yechiva de Telshe, puis de la Yechiva Sha'arei Yosher, mort à Grodno.
- Wilfrid M. Voynich (1865-1930), bibliophile polonais
- Léon Bakst (1866-1934), peintre, décorateur et créateur de costumes de ballet russe
- Pierre Choumoff (1872-1936), photographe
- Juliusz Rómmel (1881-1967), général polonais de la Seconde Guerre mondiale
- Samuel Agourski (1884-1947), historien et personnalité politique biélorusse
- Robert Wartenberg (1886-1956), neurologue allemand puis américain
- Ossip Lubitch (1886-1990), artiste peintre
- Leib Naidus (1890-1918), poète yiddish
- Vladimir Beklemichev (1890-1962), zoologiste soviétique
- Alexeï Antonov (1896-1962), général de l'Armée soviétique lors de la Seconde Guerre mondiale
- Meyer Lansky (1902-1983), mafieux américain
- Henryk Hlebowicz (1904-1941), prêtre polonais, béatifié en 1999
- Nathan Yalin Mor (1913-1980), né Nathan Friedman, l'un des principaux dirigeants du Lehi
- Witold Januszewski (1915-1981), artiste polonais
- Vassil Bykaw (1924-2003), écrivains soviétique et biélorusse
- Paul Baran (1926-2011), informaticien américain
- Jerzy Maksymiuk (1936-), chef d'orchestre polonais
- Alexandre Milinkevitch (1947–), homme politique biélorusse
- Olga Korbut (1955-), gymnaste soviétique
- Aleksandr Kurlovich (1961-), double champion olympique d'haltérophilie.
- Ihar Basinski (1963-), tireur biélorusse, médaillé olympique
- Valéri Lévonevski (1963–), homme politique biélorusse
- Alexandre Skorobogatov (1963-), écrivain russe
- Irina Shilova (1967-), championne olympique de tir.
- Valery Mikhailovich Didula - dit DiDula - (1969-), guitariste virtuose
- Vladimir Karanik (1973-), médecin et homme politique biélorusse
- Aleksandr Boutko (1986-), basketballeur biélorusse puis russe
- Sergueï Krivets (1986-), footballeur international biélorusse

## Jumelages
| Ville | Ville        | Pays | Pays      | Période                    |
| ----- | ------------ | ---- | --------- | -------------------------- |
|       | Augustów     |      | Pologne   |                            |
|       | Białystok    |      | Pologne   |                            |
|       | Chtchiolkovo |      | Russie    |                            |
|       | Druskininkai |      | Lituanie  |                            |
|       | Dzerjinsk,   |      | Russie    | depuis septembre 2005      |
|       | Haikou       |      | Chine     | depuis le 4 août 2022      |
|       | Kaliningrad  |      | Russie    | depuis 1994                |
|       | Khimki       |      | Russie    |                            |
|       | Limoges      |      | France    |                            |
|       | Minden       |      | Allemagne |                            |
|       | Nyírbátor    |      | Hongrie   |                            |
|       | Słupsk       |      | Pologne   |                            |
|       | Vologda      |      | Russie    | depuis le 16 novembre 2011 |
|       | Wrocław      |      | Pologne   |                            |
|       | Žilina       |      | Slovaquie |                            |